# Parque de San Eloy
El parque de San Eloy es un gran parque urbano público de 1,12 km² de extensión situado en una sierra a 418 m de altura, al noroeste de la ciudad de Tárrega (Lérida), España.

## Historia
San Eloy tiene sus orígenes a principios del siglo XX, cuando en 1909 un grupo de ciudadanos se unieron y formaron la Asociación de Amigos del Árbol, que tenía como objetivo plantar árboles en la sierra de San Eloy con afán de crear un gran parque para los targarinines. La ermita ubicada en este parque, la hizo construir el platero targarino Simón Canet el siglo XIII en honor a San Eloy, patrono de los orfebres. El año que viene se celebrará su primer centenario.
Con el paso del tiempo (hay que mencionar que, dentro de 4 años, hará ciento de su fundación), San Eloy se ha convertido en un importante parque  (casi 20 hectáreas) con gran cantidad de pinos, encinas, olivos y almendros, y también un espacio de descanso y diversión para todos. Predomina la belleza clásica del jardín latino, con rincones de estilo romántico, donde la mano del hombre intenta ser disimulada entre las obras de la propia naturaleza, senderos que bajan serpenteando por la ladera de la montaña, museo al aire libre de todo lo que menciona a la industria ya la agricultura tradicionales con una inmensa prensa de aceite, almazaras de molino de aceite, una prensa de vino, un molinillo de viento, una segadora fabricada en la Industria Trepat de Tárrega y un tractor Fordson de 1917 que fue el primero en trabajar las tierras del Urgel.
Desde los miradores de la sierra de Sant Eloy, que aprovechan antiguas torreones construidas durante las guerras carlistas del siglo pasado, se observa una interesante panorámica de Tárrega.

## Partes del parque de San Eloy
- Ermita del sagrado Árbol
- Pistas de deportes
- Paseo de los pinos
- Paseos curvados del amor

### Praderas y jardines
San Eloy está formado por grandes espacios de césped, sobre los cuales los turistas y los targarines suelen acudir a pasar su tiempo libre. Además, el parque cuenta con varios jardines. Al sud encontramos un largo y ancho jardín (Jardín de los pinos) caracterizado al estar envuelto de muchos pinos.

### Monumentos
Varias construcciones, más o menos importantes y célebres, están distribuidas por San Eloy:
- el edificio más importante es la ermita del Árbol Sagrado por Targarino Simón Canet el siglo XIII en honor a San Eloy.
- la fuente de las rosas, delante de la Ermita.
- el arco de Prades situado en el paseo de los Pinos, donde se ahorcó una mujer al acabar una relación con su marido.

## Flora y fauna

### Flora
Con sus 20 hectáreas de parque, San Eloi representa el espacio más vasto y verde de Tárrega. El parque alberga un total de 4.350 árboles y matorrales.

### Fauna
El Parque está habitado por ardillas, pájaros, peces, conejos, tortugas,patos, ranas y otros animales. Cerca de 50 especies de animales han sido vistas en el parque.
San Eloi alberga a lo largo del año unas 24 especies de aves. Las mascotas de los visitante de San Eloi pueden acceder al parque sin ningún problema, pero una vez dentro sí que hay diversas normas que los dueños y sus animales han de respetar.

## Actividades realizadas en el parque

### Deportes
El Parque de San Eloy es un lugar muy concurrido por deportistas. Al centro del parque hay enormes pistas de baloncesto, fútbol, tenis, ping pong, y muchas actividades más. Y grácias a sus largos 2 km de longitud se puede hacer carreras de atletismo. En invierno las pistas quedan totalmente congeladas donde es aconsejable disfrutar de los patines de hielo.

### Entretenimiento
Cada 4 días de la segunda semana de septiembre, se celebra La Feria del teatro callejero de Tárrega donde unas de las actividades se celebran en el parque, donde es unas de las ferias de teatro más importantes de Europa.
También se celebran muchas más celebraciones en el Parque, allí mucha gente celebra el cumpleaños rodeados de inmensos árboles.
- Datos: Q20104191
- Multimedia: Parc de Sant Eloi, Tàrrega / Q20104191